# Clindamycine
Clindamycine is een antibioticum dat behoort tot de categorie van de lincosamiden. Het is een semisynthetisch derivaat van lincomycine. Het kan bacteriostatisch of bactericide werken, afhankelijk van de concentratie van het antibioticum en de gevoeligheid van het micro-organisme. De volgende bacteriën, die gewoonlijk geassocieerd zijn met bacteriële vaginose, zijn gevoelig voor clindamycine: Gardnerella vaginalis, Mobiluncus spp., Bacteroides spp., Mycoplasma hominis, Peptostreptococcus spp.
Clindamycine wordt toegepast bij behandeling van onder andere:
- acne (clindamycine in de producten: Inderm en Dalacin-T)
- vaginale bacteriële infecties,
- andere bacteriële infecties.

De stof is opgenomen in de lijst van essentiële geneesmiddelen van de WHO.

## Toedieningsvormen
- oraal,
- injecties (subcutaan, intramusculair of intraveneus),
- lotion.